# Kučin
Kučin (Servisch cyrillisch Кучин) is een plaats in de Servische gemeente Prijepolje. De plaats telt 169 inwoners (2002).